# Kapronovye seti
Kapronovye seti (Капроновые сети) è un film del 1962 diretto da Gennadij Ivanovič Poloka e Levan Šengelija.